# جان نوكريه

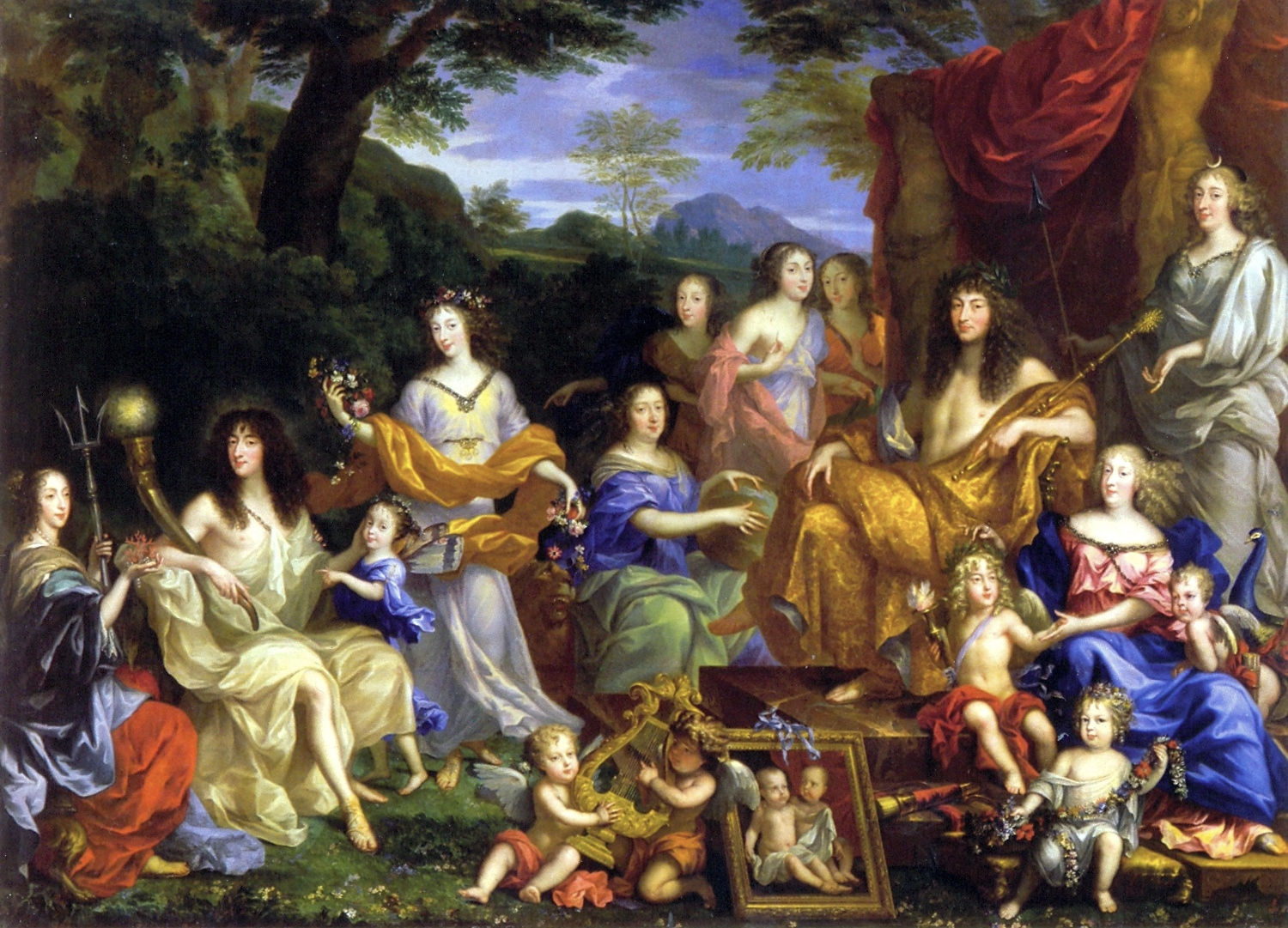
صورة جماعية للعائلة المالكة الفرنسية يرتدون زي شخصيات من الأساطير. الملك لويس الرابع عشر هو أبولو. (1670). يتم التعرف على المعتصمين على صفحة الصورة في ويكيميديا كومنز.

جان نوكريه (17 ديسمبر 1617 - نوفمبر 1672 )؛ كان رساماً فرنسياً، اشتهر برسوماته للأسرة المالكة الفرنسية، بحيث نُسبت إليه العديد من الصور ذات الأصل غير المؤكد.

## السيرة ذاتية
عاد نوكريه إلى باريس عام 1644 وبعد خمس سنوات تمكن من الحصول على عمل كرسام للملك لويس الرابع عشر وعمه غاستون دوق أورليان. كما شغل منصب خادم الملك في عام 1657، وأيضا أُرسل برفقة أسقف كومينج في بعثة دبلوماسية إلى البرتغال، بحيث رسم العديد من لوحات لأسرة المالكة البرتغالية،  بالعودة إلى باريس في عام 1660 كلفه دوق أورليان الجديد بتزيين الديكورات الداخلية قصر سان كلو بمشاهد من الأساطير اليونانية، تم تدمير قصر لاحقًا خلال الحرب الفرنسية البروسية، وبعد ثلاث سنوات أكسبته رسمته "توبة القديس بطرس" مكاناً في الأكاديمية الملكية للرسم والنحت، أصبح أستاذاً هناك عام 1664. 
وبين عامي 1666 و1669 قام بتزيين شقق الملكة في التويلري تحت إشراف شارل لوبران، وأيضا اختفت هذه الزخارف خلال الحرب الفرنسية البروسية وعندما تم حرق التويلري، كانت معظم الصور تجسد مشاهد تتعلق بالإلهة مينيرفا .
كان ابنه جان شارل رسام أيضاً، وكان يجسد لوحات تاريخية أيضاً، بعد وفاة والده طُلب منه تزيين شقق الملكة في فرساي. 

## روابط خارجية
- جان نوكريه على موقع ديسكوغز (الإنجليزية)